# Гоньондз
Го́ньондз, або Ганязь (пол. Goniądz) — місто в північно-східній Польщі, на річці Бєбжа. Належить до Монецького повіту Підляського воєводства.

## Демографія
Демографічна структура станом на 31 березня 2011 року:
|          | Загалом | Допрацездатний вік | Працездатний вік | Постпрацездатний вік |
| -------- | ------- | ------------------ | ---------------- | -------------------- |
| Чоловіки | 904     | 175                | 623              | 106                  |
| Жінки    | 1033    | 205                | 574              | 254                  |
| Разом    | 1937    | 380                | 1197             | 360                  |

## Відомі люди

### Народились
- Пйотр з Гоньондза — католицький, протестантський релігійний діяч, один із засновників «Братів польських»

### Гоньондзькі старости
- Томаш Замойський